# UFC 137
UFC 137: Penn vs. Diaz（ユーエフシー・ワンサーティセブン：ペン・バーサス・ディアス）は、アメリカ合衆国の総合格闘技団体「UFC」の大会の一つ。2011年10月29日、ネバダ州ラスベガスのマンダレイ・ベイ・イベント・センターで開催された。

## 大会概要
本大会ではBJ・ペンとニック・ディアスによるウェルター級ワンマッチが組まれた。
SRCフェザー級・修斗世界ライト級王者日沖発、キャリア7戦全勝のクリフォード・スタークス、6戦全勝のダスティン・ジャコビーがUFCデビュー。

## 試合結果

### プレリミナリーカード
第1試合 ミドル級ワンマッチ 5分3R
○  クリフォード・スタークス vs.  ダスティン・ジャコビー ×
3R終了 判定3-0（30-27、30-27、30-27）
第2試合 ミドル級ワンマッチ 5分3R
○  フランシス・カーモント vs.  クリス・カモージー ×
3R終了 判定3-0（30-26、30-27、30-27）
第3試合 ライト級ワンマッチ 5分3R
○  ラムジー・ニジェム vs.  ダニー・ダウンズ ×
3R終了 判定3-0（30-25、30-26、30-27）
第4試合 ライトヘビー級ワンマッチ 5分3R
○  ブランドン・ヴェラ vs.  エリオット・マーシャル ×
3R終了 判定3-0（29-28、29-28、29-28）

### Spike中継カード
第5試合 フェザー級ワンマッチ 5分3R
○  バート・パラゼウスキー vs.  タイソン・グリフィン ×
1R 2:45 KO（スタンドパンチ連打）
第6試合 ライト級ワンマッチ 5分3R
○  ドナルド・セラーニ vs.  デニス・シヴァー ×
1R 2:22 リアネイキドチョーク

### メインカード
第7試合 フェザー級ワンマッチ 5分3R
○  日沖発 vs.  ジョージ・ループ ×
3R終了 判定2-1（29-28、28-29、29-28）
第8試合 バンタム級ワンマッチ 5分3R
○  スコット・ヨルゲンセン vs.  ジェフ・カラン ×
3R終了 判定3-0（29-28、29-28、30-27）
第9試合 ヘビー級ワンマッチ 5分3R
○  ロイ・ネルソン vs.  ミルコ・クロコップ ×
3R 1:30 TKO（パウンド）
第10試合 ヘビー級ワンマッチ 5分3R
○  シーク・コンゴ vs.  マット・ミトリオン ×
3R終了 判定3-0（30-27、30-28、29-28）
第11試合 ウェルター級ワンマッチ 5分3R
○  ニック・ディアス vs.  BJ・ペン ×
3R終了 判定3-0（29-27、29-28、29-27）

### 各賞
ファイト・オブ・ザ・ナイト： ニック・ディアス vs. BJ・ペン
ノックアウト・オブ・ザ・ナイト： バート・パラゼウスキー
サブミッション・オブ・ザ・ナイト： ドナルド・セラーニ
各選手にはボーナスとして75,000ドルが支給された。